# Золота стежка
«Золота стежка» (груз. «ოქროს ბილიკი») — радянський пригодницький художній фільм 1945 року, знятий на Тбіліській кіностудії.

## Сюжет
Дія фільму відбувається в 1918 році. У глухих Алтайських горах знаходиться таємна золота копальня, яку розробляють німецькі колоністи. Контрабандою золото перенаправляється в Китай. Щоб зупинити незаконну діяльність і взяти видобуток золота під контроль нової влади, в район, де відбувається видобуток, спрямований комуніст, командир партизанів, Єгор Перекрєстов. Йому вдається виявити копальню, з чим він спрямовує ординарця з відповідним повідомленням, однак сам гине разом з усім загоном.

## У ролях
- Володимир Чобур — батько і син Перекрєстови
- Петро Соболевський — Фріц Еббінг
- Андрій Файт — Фідженгорст-Шульце
- Коте Даушвілі — Шетман
- Леонід Романов — Миронов
- Віктор Кулаков — Никодимов
- Борис Андрєєв — Єпіфанцев
- Димитрій Мжавія — професор
- Микола Горлов — Гужинський
- Федір Іщенко — рибалка
- Леонід Алексєєв — Митрич
- Олександр Чобур — Вася
- Григол Чечелашвілі — Майєр
- Бідзіна Цуладзе — Каял
- Варлам Цуладзе — Каял
- Ніко Гварадзе — старий-ойрот
- Лейла Абашидзе — Юта
- Ніколоз Анджапарідзе — епізод
- Петро Морський — співробітник органів держбезпеки
- Заал Терішвілі — епізод

## Знімальна група
- Режисер: Костянтин Піпінашвілі
- Сценаристи: Григорій Колтунов, Костянтин Піпінашвілі
- Композитор: Олексій Мачаваріані, Іван Гокієлі
- Оператор: Фелікс Висоцький